# ريتشارد جيمس ألين
ريتشارد جيمس ألين (بالإنجليزية: Richard James Allen)‏ هو راقص ومخرج وشاعر أسترالي، ولد في 1960.

## وصلات خارجية
- ريتشارد جيمس ألين على موقع IMDb (الإنجليزية)
- ريتشارد جيمس ألين على موقع قاعدة بيانات الفيلم (الإنجليزية)